# 間諜大鄰演
是一部2016年的美國動作喜劇片，由格雷格·莫托拉執導，查克·葛里芬納奇、喬·漢姆、艾拉·費雪與蓋兒·加朵主演。該片於2016年10月21日在美國上映。

## 劇情
故事敘述一對郊區夫婦發現他們看似完美的新鄰居其實是政府的特務，為此共同捲入了國際間諜的危險任務中。

## 演員
- 查克·葛里芬納奇 飾
- 喬·漢姆 飾
- 艾拉·費雪 飾
- 蓋兒·加朵 飾
- 凱文·鄧恩 飾

## 發行
該片原定於2016年4月1日在美國上映，後延遲至10月21日。臺灣原定2016年12月2日上映，但後來撤了檔。

### 評價
《間諜大鄰演》獲得負面居多的評價。爛番茄基於76條評論，新鮮度17%，平均得分為4.5/10。Metacritic得分31（滿分100），評價不佳。

### 票房
在美國，電影估計能於首週末獲得1200萬美元的票房，但於首映前幾天改評為700萬美元。美國首映週末票房收入僅560萬美元，位居當週票房排名第七。

## 外部連結
- 互联网电影数据库（IMDb）上《間諜大鄰演》的资料（英文）
- Box Office Mojo上《間諜大鄰演》的資料（英文）
- AllMovie上《間諜大鄰演》的资料（英文）
- 爛番茄上《間諜大鄰演》的資料（英文）
- Metacritic上《間諜大鄰演》的資料（英文）
- 開眼電影網上《間諜大鄰演》的資料（繁體中文）
- 豆瓣电影上《間諜大鄰演》的資料 （简体中文）
- 时光网上《間諜大鄰演》的資料（简体中文）